# Национальный женский форум
Национальный женский форум (фр. Forum National des Femmes, FNF) — неправительственная женская организация в Африке.
Форум основана в 2013 году в Бурунди. Президентом форума является Жанвьер Ндирахиша.

## История
Форум был открыт 22 марта 2013 года в коммуне Бугенюзи в провинции Карузи, Бурунди. В мае 2013 года был создан офис и избран Исполнительный совет, президентом которого стал Жанвьер Ндирахиша (фр. Janvière Ndirahisha), а заместителем президента - Менедор Нибарута (фр. Ménédore Nibaruta). Для своей деятельности организация получает финансирование от Фонда ООН в области народанаселения и Care International.

## Деятельность
В 2017 году форум через своего представителя входил в состав государственного комитета по поправкам к Конституции Бурунди. В 2018 году форум занимался вопросом усиления роли женщин в политической жизни Бурунди. В 2019 - 2023 годах в фокусе деятельности фонда были программы социальной защиты для женщин страны.